# Szigetcsép
Szigetcsép är en ort i Ungern.   Den ligger i provinsen Pest, i den centrala delen av landet, 26 km söder om huvudstaden Budapest. Szigetcsép ligger 100 meter över havet och antalet invånare är 2 455.
Terrängen runt Szigetcsép är platt. Runt Szigetcsép är det ganska tätbefolkat, med 93 invånare per kvadratkilometer. Närmaste större samhälle är Budapest XXI. kerület, 19,9 km norr om Szigetcsép. Trakten runt Szigetcsép består till största delen av jordbruksmark.